# Zalău

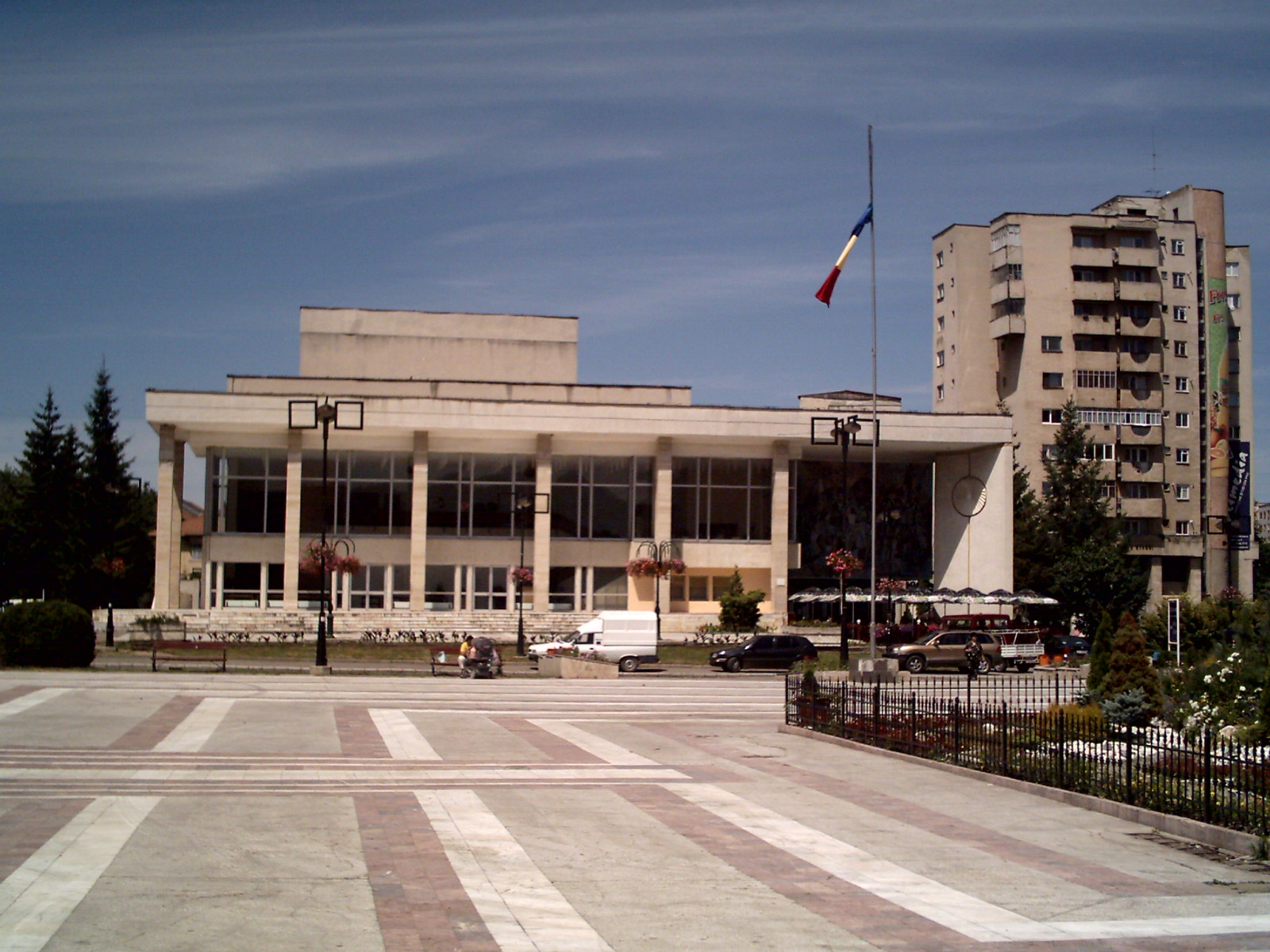
Palacio de la cultura de Zalău

Zalău (en húngaro: Zilah; en alemán: Waltenberg) es la capital del distrito de Sălaj, en Rumania. Hacia 2004, su población estimada era de 62.900 habitantes.

## Historia
Zalău se encuentra localizada en el Valle de Zalău, en la intersección de la cadena montañosa de los Apuseni con los Cárpatos orientales, dentro del distrito de Sălaj. La región se conoce, desde tiempos ancestrales, como Ţara Silvaniei (tierra de los bosques) y limita con Ţara Maramureşului (tierras Maramureş) y el distrito de Satu Mare, en el noroeste de Transilvania.
La población se encuentra a orillas del río Zalău, entre tres estrechos valles protegidos por los cerros Meseş y zonas boscosas. Zalău es la cabecera y, al mismo tiempo, la ciudad más grande del distrito de Sălaj.
Zalău se encuentra a 8 km del castrum romano de Porolissum, la fortificación más importante de la provincia romana de Dacia. En tiempos medievales, Zalău era el punto de cruce desde el centro de Europa hacia el corazón de Transilvania a través de la reconocida Ruta de la Sal.
Antes del Tratado de Trianon, Zalău era una de las ciudades más importantes de la región. Tenía un colegio (el Wesselényi) y escuelas civiles para niños y niñas. Tenía, además, el hospital más grande de la región, y una oficina recaudatoria.
Hacia 1850, un total de 4.294 personas vivían en el lugar. El número de habitantes creció lentamente al principio, alcanzando los 8.062 en el año 1910 (7,477 húngaros, 19 alemanes, 529 rumanos and 23 de otras nacionalidades). En cuanto a sus credos, 1.333 eran católicos latinos, 873 greco-católicos, 5363 reformistas y 415 judíos. El asentamiento contaba con 1427 viviendas, y la mayor parte de la población trabajaba en las industrias locales. La iglesia reformatoria fue construida en el año 1246 y es uno de los edificios más viejos que permanecen en pie actualmente en Zalău.
La población de la ciudad se incrementó fuertemente durante el período comunista, al tiempo que se desarrolló la industria. Se construyeron varias fábricas, algunas de las cuales perduran hasta el día de hoy y son la fuente de trabajo para numerosos habitantes.
Actualmente, Zalău es una de las ciudades más importantes de la región, tanto en términos económicos como culturales y turísticos. Las principales vías de comunicación son la ruta europea E 81 y la ruta nacional DN 1F.
La ciudad alberga una planta de producción de cubiertas de Michelin, y la fábrica de tubos sin costura Silcotub, adquirida por Tenaris en el año 2004. Asimismo, posee dos colegios universitarios acreditados, dos casas de la cultura, una biblioteca, un museo, una galería de arte y un cine.

## Puntos de interés
Entre los puntos de interés de Zalău, se encuentran la estatua de Miklós Wesselényi en el centro de la ciudad, y el memorial Tuhutum (ambas son obra de János Fadrusz, de 1902). Existe un museo con una importante cantidad de ruinas romanas, un museo de arte y numerosas iglesias. Entre ellas se encuentra la catedral calvinista, que es una de las más grandes iglesias de Transilvania.

## Población
2002:
- Rumanos — 80.9%
- Húngaros — 17.5%
- Gitanos — 1.36%, y otros.

1992:
- Rumanos 78.8%;
- Húngaros 20.1%;
- Otros 1.1%

1910:
- Húngaros 92.8%;
- Rumanos 6.6%;
- Otros 1.2%.

## Deportes
Zalău tiene un equipo de balonmano entrenado por Gheorghe Tadici, quien al mismo tiempo es el entrenador de la selección nacional de balonmano de Rumania.